# Llac Dauphin
El llac Dauphin es troba a l'oest de Manitoba, prop de la ciutat de Dauphin. Té una superfície de 520 km² i una conca hidrogràfica de 8.400 km². És alimentat per nombrosos rius i rierols i les seves aigües desemboquen al llac Winnipegosis a través del riu Mossy.

## Història
El 1739 François de La Vérendrye, un dels fills de l'explorador i oficial Pierre Gaultier de Varennes i de La Vérendrye, va descobrir aquest llac i el va anomenar Dauphin, en honor a Lluís de França, fill gran del rei Lluís XV de França i Navarra , i la seva dona Maria Leszczyńska.